# Crown Motor Vehicle Company
Crown Motor Vehicle Company war ein US-amerikanischer Hersteller von Automobilen.

## Unternehmensgeschichte
Das Unternehmen wurde Anfang 1908 in Amesbury in Massachusetts gegründet. W. A. Shafer war Präsident, der vorher Händler für Fahrzeuge der Bartholomew Company war. J. R. Graves war Sekretär und Frank Dodge Schatzmeister. Die Produktion von Automobilen fand im Werk von Graves & Congdon im gleichen Ort statt. Der Markenname lautete Crown. 1910 schied Shafer aus. Daraufhin übernahm Graves & Congdon das Unternehmen. Die Fahrzeuge wurden danach inoffiziell Graves & Congdon genannt. Noch 1910 endete die Produktion.
Es gab keine Verbindungen zur Detroit Auto Vehicle Company und zur Crown Motor Car Company, die den gleichen Markennamen verwendeten.

## Fahrzeuge
Im Angebot standen Highwheeler. Gemeinsamkeit aller Fahrzeuge war der luftgekühlte Zweizylindermotor mit 12 PS Leistung. Er war unter dem Sitz montiert und trieb über Ketten die Hinterachse an. Das Fahrgestell hatte gewöhnlich 188 cm Radstand, beim Special 203 cm Radstand. Die Aufbauten waren zweisitzige Runabouts.

## Modellübersicht
| Jahr      | Modell  | Ausführung | Zylinder | Leistung (PS) | Radstand (cm) | Aufbau   |
| --------- | ------- | ---------- | -------- | ------------- | ------------- | -------- |
| 1908–1909 | Model A | High Wheel | 2        | 12            | 188           | Runabout |
| 1908–1909 | Model A | Special    | 2        | 12            | 203           | Runabout |
| 1910      | Model A | High Wheel | 2        | 12            | 188           | Runabout |